# So You Are a Star
«So You Are a Star» es una canción escrita, producida e interpretada por el grupo Hudson Brothers. Fue publicada en agosto de 1974 como el sencillo principal de su segundo álbum de estudio, Hollywood Situation.

## Recepción de la crítica
Un escritor no especificado de la revista Cash Box declaró: “Aquí hay una fuerte sensación de Stealer's Wheel, resaltada por algunas armonías simplemente increíbles tipo Beatle. Esta bonita balada es un éxito definitivo”.

## Lista de canciones
Todas las canciones escritas y compuestas por Hudson Brothers.
1. «So You Are a Star» – 3:45
2. «Ma Ma Ma Baby» – 2:30

## Créditos y personal
Créditos adaptados desde las notas de álbum de Hollywood Situation.
Hudson Brothers
- Bill Hudson – voces, guitarra, sintetizador Moog
- Mark Hudson – voces, guitarra, sintetizador Moog, piano, arpa
- Brett Hudson – voces, bajo eléctrico, arreglos vocales

Músicos adicionales
- Craig “Bear” Krampf – batería, percusión
- Phil “Mahoney” Reed – guitarra
- Mike “Colonel” Parker – piano, órgano
- Barry Pullman – sintetizador Moog

Personal técnico
- Hudson Brothers – productor
- Ken Caillat – ingeniero de audio
- Peter Granet – ingeniero de audio
- Rod Dirk – ingeniero de audio
- Laurie Wallace – ingeniero de audio
- Dee Robb – ingeniero de audio

## Posicionamiento

### Gráfica semanal
| Gráfica (1974)                            | Pico de posición |
| ----------------------------------------- | ---------------- |
| Australia (Kent Music Report)             | 51               |
| Canadá (RPM Top Singles)                  | 4                |
| Estados Unidos (Billboard Hot 100)        | 21               |
| Estados Unidos (Cash Box Top 100 Singles) | 20               |

### Gráfica de fin de año
| Gráfica (1974)           | Pico de posición |
| ------------------------ | ---------------- |
| Canadá (RPM Top Singles) | 114              |